# Akaki Khubutia
Akaki Khubutia (in georgiano აკაკი ხუბუტია?; Sukhumi, 17 marzo 1986) è un ex calciatore georgiano, di ruolo difensore.

## Palmarès

### Club
- Campionato lituano: 1

FBK Kaunas: 2007